# Dinesh
Dinesh ist ein männlicher Vorname.

## Herkunft
Indien: der Dienende, Sohn der Sonne, Gott des Tages

## Bekannte Namensträger
- Dinesh Khanna (* 1943), indischer Badmintonspieler
- Dinesh Kumar (* 1988), indischer Boxer
- Dinesh Mishra (* 1969), indischer Musiker
- Dinesh D’Souza (* 1961), US-amerikanischer Autor